# Yoeri Lewijze
Yoeri Lewijze (Berchem, 6 november 1978) is een Belgisch acteur. Zijn bekendste rol was die van Jelle Cavens in de Vlaamse televisiesoap Thuis, maar hij heeft nog in andere series gespeeld.
Yoeri Lewijze stapte op zijn elfde voor het eerst de scène op. Op zijn achttiende ging hij naar het Brusselse Conservatorium, waarna hij ervaring opdeed als regie-assistent, orkestregisseur en stagemanager in musicals en arenaproducties in Vlaanderen en Nederland.
Hij speelde zelf in jeugdmusicals bij jeugdtheater ’t Appeltje en bij theater De Komeet, terwijl hij op televisie te zien was in “Thuis”, “Zone Stad”, “Flikken”, “Familie”, “Mega Mindy” en verschillende andere reeksen. Voor JIM-tv was hij het hoofdpersonage in het programma “De Bende van Jim”.
Bij het Fakkelteater speelde hij in de educatieve voorstellingen “Adagio” en “ETT”, en meer dan vierhonderd voorstellingen lang in “Wolken en een beetje regen”. Sinds een aantal jaren jaar speelt hij voor hen “Gebroken Glimlach”, waarvoor hij ook de muziek schreef.
Van 2006 tot 2012  speelde hij bij Ensemble Leporello, tourend van Groningen tot Monaco, met “Britannis”, “Koffie/Temesta” en “Macbethbranding”. Deze laatste voorstelling was in 2010 te gast op het festival van Avignon. Hij regisseerde twee jeugdmusicals voor jeugdtheater ’t Appeltje, en nam de spelregie voor zijn rekening van de LRV-producties “Entre-temps” en “Tiran-Nie”.
Hij gaf workshops voor Ensemble Leporello en was drama-docent bij de Zaventemse Academie en het Cultuurcentrum van Sint Niklaas, en wordt vaak gevraagd als coach door Open Doek.
In juli 2011 maakte hij voor Axl Peleman en Stad Antwerpen de “Volksliekes-parade” in de straten van de stad, met meer dan driehonderd spelers voor een publiek van duizenden Antwerpenaren.
In 2012-2013 regisseerde hij bij Theater aan de Stroom “Van de brug af gezien” van Arthur Miller. Voor het Educatief Theater maakte hij “2019”, een voorstelling voor scholen over duurzame ontwikkeling, en “Alle 5”, een voorstelling over kansarmoede, die in 2013 in première ging in aanwezigheid van hare majesteit Koningin Mathilde.
Hij speelde daarna bij Theater aan de Stroom in “De Schommel” en regisseerde er “Vrouw Eet Man”, gevolgd door een regie van “King Lear”. Hij speelde recent gastrollen in “Rox” en “Kosmoo” van Studio100.
Vandaag speelt hij op vaste basis de muziektheatervoorstellingen “Lang en Gelukkig” en “Sons du Sud” met Duo Adentro, en is hij docent woord aan de academie voor podiumkunsten van Scherpenheuvel. Hij regisseert de concerten en videoclips van Pulse Percussion Trio en vioolschool Kortjakje.
In 2015 richtte hij M’RZA op, een theatergezelschap dat zich tot doel stelt voorstellingen te maken waarin toeschouwers op alle mogelijk manieren ondergedompeld worden in het universum van de voorstelling.
Zij maakten “Randlandia”, een voorstelling die in première ging in CC De Bosuil in Jezus-Eik, en daarna nog in twee andere centra van vzw De Rand speelde. Zij sprokkelden hiervoor verhalen bij de lokale bevolking die ze achteraf ook betrokken bij en lieten meespelen in de voorstellingen.
In hun eerste seizoen speelden zij ook “Hikikomori Fever”, en maakten ze “BE-Longing”. Deze laatste voorstellingen maakten ze samen met jongeren uit het 4e middelbaar van de WilFam uit Berchem.
In 2017 maakte hij samen met Dirk Opstaele, Fanny Hanciaux en Marc Weiss de voorstelling “La Création d’un Univers” voor de Cie Des Mutants.
Jaarlijks verzorgt hij samen met Ingrid Vanrutten, als woordkunstenaars, de bindteksten tijdens de najaarsconcerten van het VUB-orkest, het universitaire orkest van de Vrije Universiteit Brussel. Sinds 2022 is hij ook regisseur van deze concerten.

## Hoofdrollen
- Thuis ... Jelle Cavens (2003-2004)

## Gastrollen
- Sterke Verhalen (1997)
- Nonkel Jef (1999) - Tony
- Familie (2001) - Johan
- Spoed (2003) - patiënt met gebroken voet
- Zone Stad (2004) - Dave
- Familie (2004) - handlanger van Truyman
- Rupel (2004) - taxichauffeur
- Wittekerke (2004) - verkrachter Mike
- Flikken (2006) - Joeri Van Damme
- Mega Mindy (2007) - Mo Pyramide
- ROX (2013) - Cedric
- Kosmoo (2016)
- Familie (2021) - Stille
- Thuis (2025) - Kristof Baekelandt